# Три товариші (фільм)
«Три товариші» (рос. Три товарища) — радянська комедія 1935 року, режисера Семена Тимошенко. Остання роль у кіно М.Баталова.

## Сюжет
У невелике містечко приїжджає новий начальник будівництва Зайцев. Тут працюють двоє його колишніх соратників по Червоній Армії — директор паперової фабрики Глинка й начальник лісосплаву Лацис. Зайцев ратує за швидке розширення паперової фабрики й оточує себе групою рвачів. Але, незважаючи на давню дружбу, після ряду викриттів змушений покинути містечко.

## В ролях
- Микола Баталов
- Вероніка Полонська
- Анатолій Горюнов
- Тетяна Гурецька
- Михайло Жаров
- Валерій Соловцов
- Микола Мічурин
- Наталія Гицерот